# Gare de Villecresnes
La gare de Villecresnes est une gare ferroviaire française, fermée et disparue, de la ligne de Paris-Bastille à Marles-en-Brie. Elle était située sur le territoire de la commune de Villecresnes dans le département du Val-de-Marne et la région Île-de-France.
Villecresnes est mise en service en 1875 par la Compagnie des chemins de fer de l'Est. Elle est fermée en 1953 et son bâtiment voyageurs d'origine est détruit en 1994.

## Situation ferroviaire
Établie à 81 mètres d'altitude, la gare de Villecresnes était située au point kilométrique (PK) 27,980 de la ligne de Paris-Bastille à Marles-en-Brie, entre les gares fermées de Limeil-Brévannes et de Mandres-les-Roses.

## Histoire

### De l'ouverture à la fermeture
La gare de Villecresnes, est ouverte par la Compagnie des chemins de fer de l'Est, sur la ligne de Paris-Bastille à Marles-en-Brie (dite aussi ligne de Vincennes), lorsqu'elle met en service, la section de Boissy-Saint-Léger à Brie-Comte-Robert le 5 août 1875,. 
Le 17 juillet 1939, le tronçon peu fréquenté entre les gares de Boissy-Saint-Léger et Verneuil-l'Étang est fermé à tout trafic et la gare est temporairement fermée. Elle est de nouveau et définitivement fermée au trafic voyageurs lors de l'arrêt de ce service le 18 mai 1953 sur la section de ligne au-delà de la gare de Boissy-Saint-Léger.

### Disparition de la ligne et de la gare

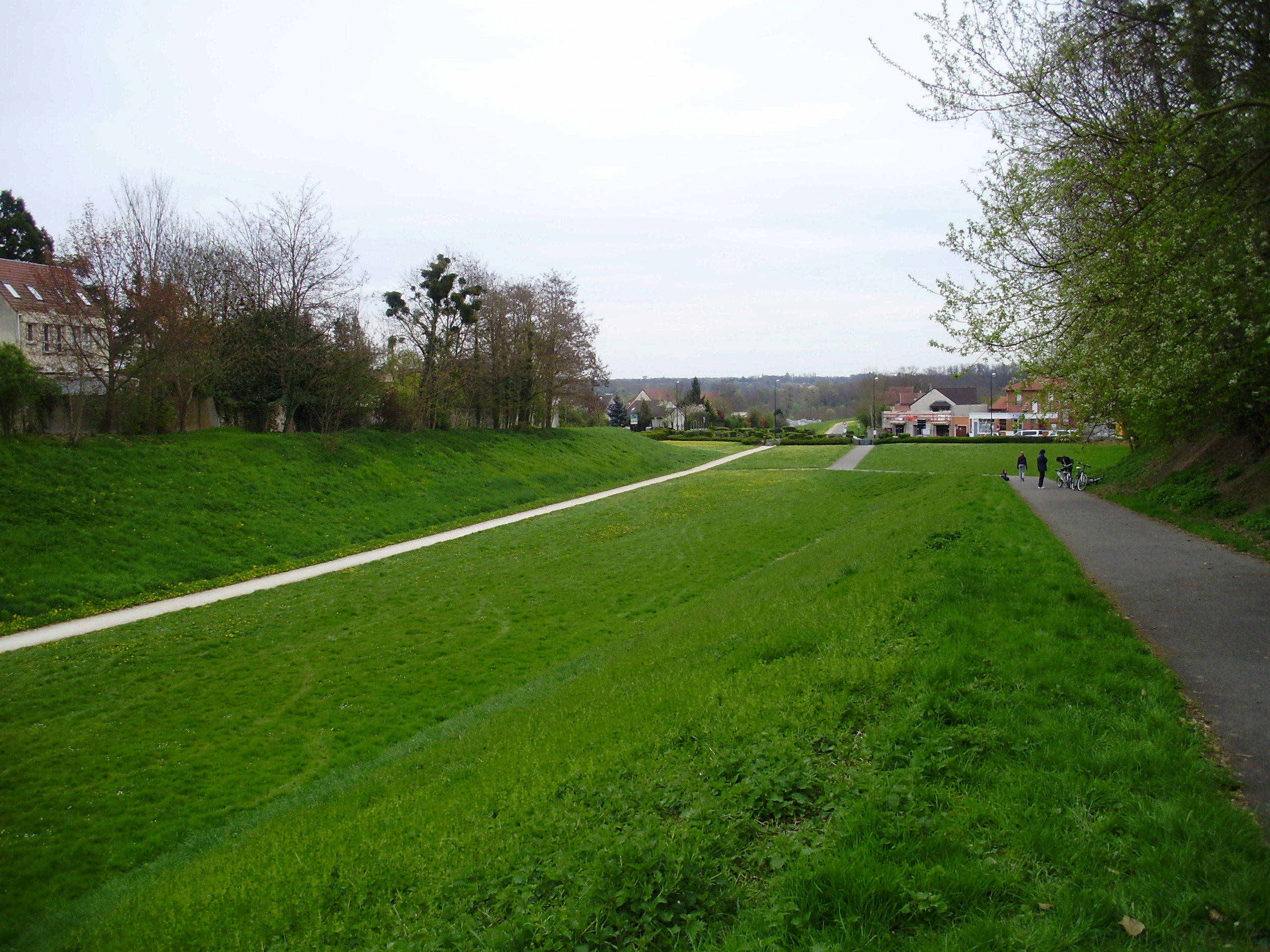
Site de l'ancienne gare (le bâtiment voyageurs était près du bas de la pelouse).

La section de la ligne entre la gare de Villecresnes, au PK 28,500, et celle de Santeny - Servon, au PK 31,500, fermée au trafic depuis le 1er novembre 1990, est déclassée le 25 mars 1994.
Le bâtiment d'origine gare de Villecresnes est détruit en 1994 deux ans avant la mise en service de la ligne de Villeneuve-Saint-Georges à la bifurcation de Moisenay (LGV) qui passe en souterrain à hauteur de l'ancienne gare, sous la coulée verte.
Durant les années 1980, la municipalité entre en conflit avec l'État au sujet de la création de la ligne TGV sur le tracé de l'ancienne ligne. La municipalité est écoutée et un tunnel de 2 500 mètres, au lieu des 200 mètres prévus à l'origine, est construit ; comme à Villecresnes le train passait dans une vallée encaissée (comme actuellement à Vincennes) sauf au niveau de l'ancienne gare, ceci permit de créer une coulée verte entre le bois de la Grange et le mont Ézard[réf. nécessaire].

## Projet de bus à haut niveau de service (BHNS)
La volonté régionale de préserver le caractère agricole et naturel du secteur sud-est du Val-de-Marne ne permet pas le prolongement du RER A. Une telle infrastructure favoriserait, le développement de l'urbanisation selon la Régie autonome des transports parisiens (RATP). En contrepartie, le projet de schéma directeur de la région Île-de-France (SDRIF), prévoit dans sa phase 2 (2011-2020) un projet de transports collectifs en site propre (TCSP) le long de la RN 19, qui relierait les villes de Maisons-Alfort à Brie-Comte-Robert, en passant par Boissy-Saint-Léger, Santeny et Villecresnes.